# Immenhofen (Stuttgart)
Immenhofen ist der Name einer ehemaligen Siedlung im südlichen Zentrum der Stadt Stuttgart. Sie bestand von etwa dem 7. Jahrhundert wahrscheinlich bis ins hohe Mittelalter.

## Lage und Name
Der Name Immenhofen wird auf einen alemannischen Gründer namens „Immo“ zurückgeführt, der Ortsname auf -hofen deutet auf eine Entstehung im 7. Jahrhundert. Der urkundlich nur spärlich belegte Ort lag vermutlich beim heutigen Wilhelmsplatz oder etwas südlich davon an der Heusteigstraße (bis 1872 „Immenhofer Weg“), also am Südhang des Stuttgarter Tals zum Bopser hin. Der Gewandname „Immenhofen“ wird erstmals 1334 erwähnt, zu diesem Zeitpunkt war die Siedlung offenbar bereits verschwunden. Nach dieser Flur wurde auch die ab 1870 angelegte Immenhofer Straße benannt, die am Österreichischen Platz beginnt, also etwa 300 Meter südlich des Wilhelmsplatzes.
Der Weiler Immenhofen hatte keine eigene Kirche. Ursache und Zeitpunkt des Untergangs sind unbekannt. Das Gebiet wurde danach als Grünland und für Obstwiesen genutzt und erst um die Mitte des 19. Jahrhunderts nach und nach wieder bebaut.

## Forschungsgeschichte
Mitte des 19. Jahrhunderts wurden im Bereich von Immenhofen römische Gebäudereste, Keramik (teils aus terra sigillata) und eine römische Bronzemünze mit dem Abbild von Kaiser Nero gefunden. Später wurden wenig westlich davon, an der Kreuzung Heusteig-/Bopserstraße Fundamente eines römischen Gutshofes (villa rustica) gefunden. Es ist die zweite bekannte Anlage dieser Art im Gebiet der Stuttgarter Innenstadt neben der villa rustica, deren Fundamente um 1914 beim Bau des Stuttgarter Hauptbahnhofs angeschnitten wurden.
Bis um das Jahr 2000 galt der Weiler Immenhofen als älter als die Stadt Stuttgart, deren Anfänge ins 10. Jahrhundert datiert wurden. Durch Ausgrabungen der letzten Jahre in der Stiftskirche und im Alten Schloss ist heute bekannt, dass auch die Stadt Stuttgart selbst (ohne das ältere Bad Cannstatt) wenigstens auf das 8. Jahrhundert zurückgeht.

## Vergleich mit den Wüstungen Tunzhofen und Frankenbach
Immenhofen ist nur eine von drei mittelalterlichen Wüstungen im Gebiet der heutigen Stuttgarter Innenstadt. Eine weitere, Tunzhofen, lag etwas östlich des Stadtkerns ebenfalls in Hanglage. Tunzhofen hatte ebenfalls keine eigene Kirche, wurde vermutlich überwiegend von Winzern bewohnt und ging im 14. Jahrhundert unter. Über den dritten abgegangenen Ort, Frankenbach, ist besonders wenig bekannt.